# Böttcherbach
Der Böttcherbach oder Böttcher Bach ist ein Fließgewässer in den Stadtteilen Moitzfeld, Bockenberg und Kaule von Bergisch Gladbach. 

## Geographie

### Verlauf
Die  Quelle des Böttcherbachs befindet sich auf der südlichen Seite des Bergmannswegs in Moitzfeld. Von hier aus fließt er nach Süden bis an die Autobahnabzweigung der A 4 Moitzfeld. Jetzt wendet er sich in westlicher Richtung bis an die Broicher Straße im Stadtteil Kaule, wo er die A 4 in südwestlicher Richtung unterquert. Westlich der beiden Kettners Weiher fließt er an der Stadtgrenze zu Köln in den Flehbach.
Der Böttcherbach ist im Gewässerverzeichnis des Landesamtes für Natur, Umwelt und Verbraucherschutz NRW unter der lfd. Nr. 2132 eingetragen. Er hat die Gewässerkennzahl 2735612 und ist 4,6 km lang.

### Zuflüsse
- Wahlbach (links), 0,6 km (mit Holzer Bach 4,0 km)

## Der Ortsteil Böttcherberg

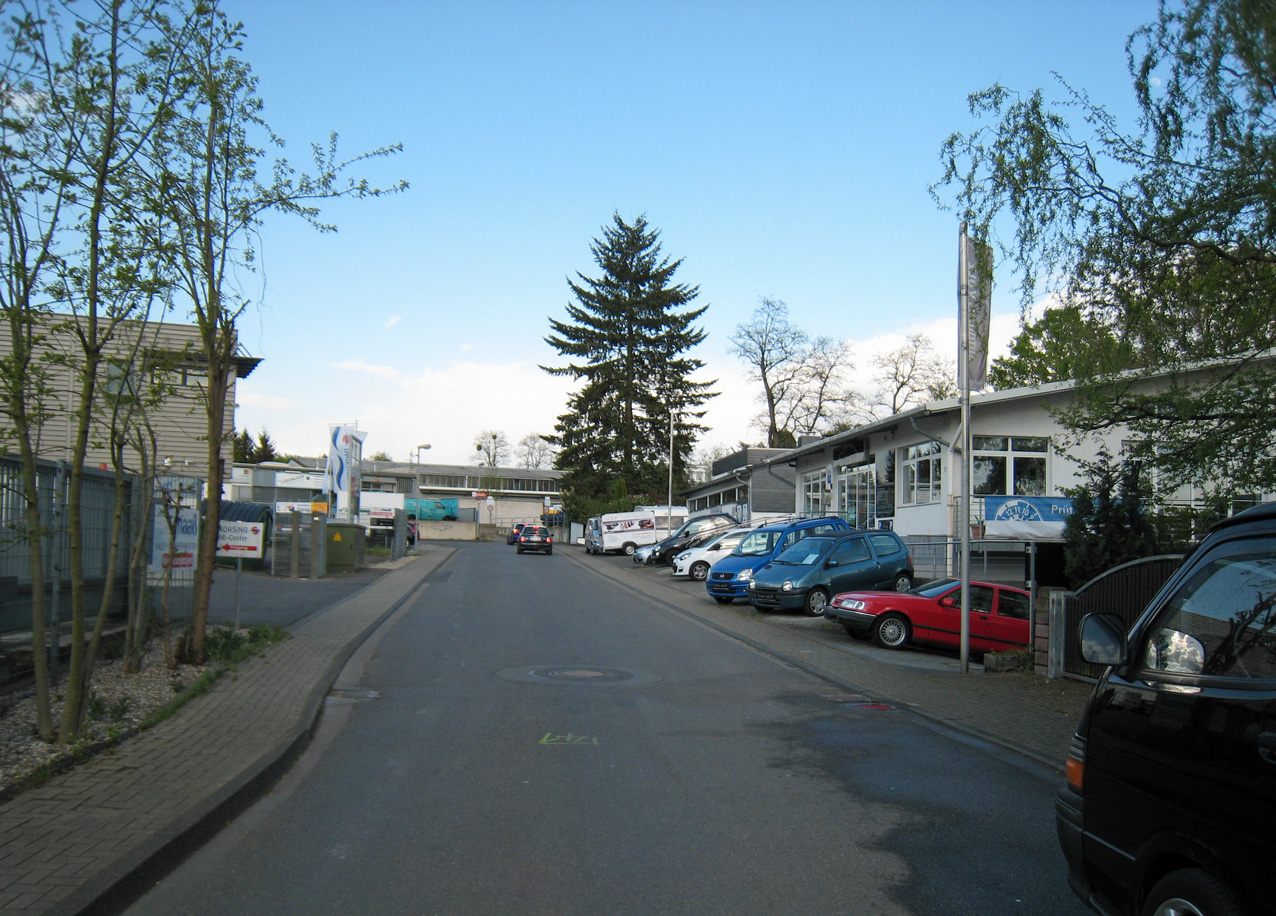
Straßenzug Am Böttcherberg

Der nordwestlich im Bereich der ehemaligen Eisenbahnstrecke nach Rösrath liegende Ortsteil Böttcherberg ⊙ im Stadtteil Frankenforst verdankt seinen Namen der früheren Gewannenbezeichnung An der Bottscherbach, weil er an den Böttcherbach angrenzte. Das Urkataster verzeichnet die Siedlung in der Gemeinde Bensberg-Honschaft. Das Bestimmungswort Böttcher/Botcher ist aus dem althochdeutschen „botecher“ (= Fassbinder, Büttner) hervorgegangen. Es bezeichnet den Hersteller von großen Holzfässern. Vermutlich hatte hier ein Böttcher seine Wohnung bzw. Werkstatt. Heute ist hier das Gewerbegebiet Frankenforst.